# Мішель Мюнтеферінг
Мішель-Жасмін Габріеле Мюнтеферінґ (уроджена Шуман; (9 квітня 1980 , Герне, Північний Рейн-Вестфалія ) — німецька журналістка та політик (СДПН). З 2004 по 2014 рік була членом правління партії в землі Північний Рейн-Вестфалія. Була обрана до Бундестагу Німеччини та отримала прямий мандат від Герне — Бохум II на федеральних виборах 2013 та 2017 років. Крім того, вона обіймала посаду державного міністра (парламентського державного секретаря) у Федеральному міністерстві закордонних справ під керівництвом міністра Гайко Мааса в четвертому уряді канцлера Ангели Меркель з 2018 по 2021 рік.

## Навчання та початок кар'єри
Мюнтеферінґ народилася 1980 року в Герне в землі Північний Рейн — Вестфалія. Під час навчання в школі вона також здобула професійну підготовку з 1997 по 1998 рік як няня. Після закінчення навчання в 2000 році Мішель проходила стажування в місцевій редакції, а потім приєдналася до агентства новин і преси.
З 2002 по 2007 рік Мюнтеферінґ вивчала журналістику з акцентом на економіці, отримавши освітній ступінь бакалавра. Спочатку вона працювала фрілансером у ЗМІ. У 2008 і 2009 роках обіймала посаду наукового співробітника Франца Мюнтеферінга в німецькому Бундестазі. З 2008 по 2010 рік проходила стажування у Vorwärts у Берліні . З 2010 року Мюнтеферінґ знову працювала журналістом-фрілансером.

## Політична кар'єра
Мюнтеферінґ на федеральних виборах 2013 року була обрана депутатом німецького Бундестагу . Під час своєї першої каденції вона входила до Комітету із закордонних справ, а також у його підкомітеті з питань культурних відносин та освітньої політики. У комітеті із закордонних справах вона була доповідачем своєї парламентської групи з питань відносин з Туреччиною . З 2014 по 2015 рік Мішель недовгий час працювала доповідачем із захисту прав споживачів в Інтернеті.
На додаток до своїх обов'язків у комітеті, Мюнтеферінґ працювала головою німецько-турецької парламентської групи дружби з 2014 по 2018 рік. Вона також є членом німецько-ізраїльської парламентської групи дружби та німецько-іранської парламентської групи дружби.
У переговорах з формування коаліційного уряду під керівництвом канцлера Ангели Меркель після федеральних виборів 2017 року Мюнтеферінґ увійшла до робочої групи з питань зовнішньої політики, яку очолювали Урсула фон дер Ляєн, Герд Мюллер та Зігмар Габріель . У період з лютого по березень 2018 року вона недовгий час увійшла до складу парламентської групи СДПН під керівництвом голови Андреа Налес .
Після відходу зі складу уряду Мюнтеферінґ приєдналася до комітету із закордонних справ й очолила його підкомітет з питань зовнішньої культурної та освітньої політики.

## Інші види діяльності

### Регулюючі органи
- Федеральне мережеве агентство електроенергії, газу, телекомунікацій, пошти та залізниці (BNetzA), заступник члена Консультативної ради (2013—2018)
- Landesanstalt für Medien Nordrhein-Westfalen (LfM), член Комітету зі ЗМІ (−2015)

### Корпоративні ради
- Humboldt Forum, член наглядової ради за посадою (з 2018 р.)
- Evangelische Verbund Ruhr (EVR), член наглядової ради

### Некомерційні організації
- Німецька федеральна рада з кіно (FFA), член наглядової ради (з 2022)[9]
- Наукове товариство імені Лейбніца, Ex-Officio Член Сенату (з 2018)[10]
- Центр феміністської зовнішньої політики (CFFP), член Консультативної ради (з 2018)[11]
- Американський єврейський комітет у Берліні, член Консультативної ради
- Berliner Republik, член редакційної ради
- Європейська рада з міжнародних відносин (ECFR), член[12]
- Друзі синагоги Герне, член
- Gegen Vergessen — Für Demokratie, член
- Німецький східний фонд, президент опікунської ради[13]
- Німецько-турецьке товариство (DTG), віце-президент[14]
- Асоціація німецько-арабської дружби (DAFG), член правління[15]
- Progressives Zentrum, Член Кола Друзів[16]
- Amnesty International, член
- Atlantik-Brücke, член
- Німецько-ізраїльська асоціація (DIG), член
- IG Bergbau, Chemie, Energie (IG BCE), член
- Соціальна асоціація Німеччини (SoVD), член
- Німецька премія короткометражного кіно 2015, член журі[17]
- Stiftung Datenschutz, член Консультативної ради (2014—2016)

## Протистояння
У 2017 році, коли ЗМІ повідомляли, що турецька розвідка MIT незаконно шпигувала за німцями, підозрюваними у зв'язках із Фетхуллахом Ґюленом, Мюнтеферінґ також стала одним із об'єктів стеження. За кілька тижнів до федеральних виборів 2017 року машину Мішель Мюнтеферінґ підпалили коктейлем Молотова .

## Особисте життя
У грудні 2009 року Мішель Мюнтеферінг вийшла заміж за тодішнього депутата Бундестагу, колишнього голову СДПН і колишнього віце-канцлера Франца Мюнтеферінга . Церемонія відбулася на території промислового комплексу вугільної шахти Zollverein . Подружжя живе в Герні та берлінському районі Кройцберг .